# Kabul, City in the Wind
Kabul, City in the Wind és una pel·lícula documental coproduïda internacionalment el 2018 dirigida per Aboozar Amini. El juliol de 2019, va ser preseleccionada com una de les nou pel·lícules en la lluita per ser la candidatura holandesa per a l'Oscar a la millor pel·lícula de parla no anglesa al Premis Oscar de 2019, però no va ser seleccionada.

## Sinopsi
Abas condueix un autobús destrossat per Kabul a la recerca de passatgers, tot i que regularment és blanc d'atacs terroristes. A l'altra banda de la ciutat, Afshin i el seu germà petit Benjamin acompanyen al seu pare a un memorial de les víctimes de les bombes. Però el seu pare ha de fugir a Iran perquè la seva vida és amenaçada i aleshores Afshin esdevé el cap de la família.

## Nominacions i premis
| Any  | Certamen                      | Opció                              | Resultat  | Notes |
| ---- | ----------------------------- | ---------------------------------- | --------- | ----- |
| 2020 | Asian Film Festival Barcelona | Menció Especial Secció Discoveries | Guanyador | [ 5 ] |
| 2018 | IDFA                          | Premi especial del jurat           | Guanyador | [ 6 ] |
| 2019 | CPH:DOX                       | Premi NEXT-WAVE                    | Guanyador | [ 7 ] |
| 2019 | Visions du Réel               | Premi de l'audiència               | Nominat   | [ 8 ] |
| 2019 | Seminci                       | Premi Tiempo de Historia           | Nominat   | [ 9 ] |